# 道氏四眼魚
道氏四眼魚為輻鰭魚綱鯉齒目四眼魚科的其中一種，分布於中美洲墨西哥南部至瓜地馬拉的淡水、半鹹水流域，體長可達22公分，棲息在溪流、潟湖與紅樹林海岸線的淡水、半鹹淡水，成群的移動，可做為觀賞魚。

## 擴展閱讀
維基物種上的相關：道氏四眼魚